# Metapelma seyrigi
Metapelma seyrigi är en stekelart som beskrevs av Jean Risbec 1952. Metapelma seyrigi ingår i släktet Metapelma och familjen hoppglanssteklar.
Artens utbredningsområde är Madagaskar. Inga underarter finns listade i Catalogue of Life.